# Julie Pesenti
Pour les articles homonymes, voir Pesenti.
Julie Pesenti née le 25 juin 1983, est une trialiste VTT française.

## Palmarès

### Championnat du monde de VTT trial
- Livigno 2005
  -  Championne du monde trial par équipes
- Rotorua 2006
  -  Championne du monde trial par équipes
- Fort William 2007
  -  Médaillée d'argent du championnat du monde trial par équipes
- Val di Sole 2008
  -  Médaillée de bronze du vélo trial 20 pouces
  -  Médaillée d'argent du championnat du monde trial par équipes
- Canberra 2009
  -  Médaillée d'argent du vélo trial 20 pouces
  -  Médaillée d'argent du championnat du monde trial par équipes

### Autres
- 2006
  - 2e de la coupe du monde de vélo trial
  - 3e du championnat d'Europe de vélo trial
- 2007
  - Championne de France de vélo trial
  - 3e de la coupe du monde de vélo trial
- 2008
  - Championne de France de vélo trial
  - 2e de la coupe du monde de vélo trial
  - 2e du championnat d'Europe de vélo trial
- 2009
  - Championne de France de vélo trial